# Tigist Girma (Leichtathletin, 2002)
Tigist Girma (amharisch ትግስት ግርማ; * 7. November 2002) ist eine äthiopische Mittelstreckenläuferin, die sich auf den 800-Meter-Lauf spezialisiert hat.

## Sportliche Laufbahn
Erste internationale Erfahrungen sammelte Tigist Girma im Jahr 2019, als sie bei den Jugendafrikameisterschaften in Abidjan mit 25,87 s im Halbfinale im 200-Meter-Lauf ausschied und auch über 400 Meter mit 55,83 s nicht über den Vorlauf hinauskam. 2022 startete sie über 800 Meter bei den Hallenweltmeisterschaften in Belgrad und schied dort mit 2:03,85 min in der ersten Runde aus. Im Jahr darauf schied sie bei den Weltmeisterschaften in Budapest mit 2:01,47 min in der Vorrunde aus und 2024 gelangte sie bei den Afrikameisterschaften in Douala mit 4:10,49 min auf den sechsten Platz im 1500-Meter-Lauf.

## Persönliche Bestzeiten
- 800 Meter: 1:59,72 min, 15. Juli 2023 in Heusden-Zolder
  - 800 Meter (Halle): 2:00,19 min, 22. Februar 2022 in Toruń
- 1500 Meter: 3:59,33 min, 27. Juni 2023 in Ostrava
  - 1500 Meter (Halle): 3:58,79 min, 6. Februar 2024 in Toruń